# Венинк, Генри
Генри Венинк (нидерл. Henri Weenink; 17 октября 1892, Амстердам — 2 декабря 1931, там же) — один из ведущих нидерландских шахматистов в 1920 — 1930-х годах; шахматный композитор. Журналист. В составе национальной команды участник 4 олимпиад. Победитель международного турнира в Амстердаме (1930, впереди М. Эйве и Р. Шпильмана).
Автор первого в мире систематизированного труда по истории шахматной композиции (1926). С 1908 года опубликовал около 400 композиций, 70 из них отмечены отличиями на конкурсах.

## Избранные этюды
|   | a                                                                                     | b                                                                                     | c                                                                                     | d                                                                                     | e                                                                                     | f                                                                                     | g                                                                                     | h                                                                                     |   |
| - | ------------------------------------------------------------------------------------- | ------------------------------------------------------------------------------------- | ------------------------------------------------------------------------------------- | ------------------------------------------------------------------------------------- | ------------------------------------------------------------------------------------- | ------------------------------------------------------------------------------------- | ------------------------------------------------------------------------------------- | ------------------------------------------------------------------------------------- | - |
| 8 | g7 чёрная пешка · g5 белая пешка · a4 белый король · b2 чёрный король · c2 белый слон | g7 чёрная пешка · g5 белая пешка · a4 белый король · b2 чёрный король · c2 белый слон | g7 чёрная пешка · g5 белая пешка · a4 белый король · b2 чёрный король · c2 белый слон | g7 чёрная пешка · g5 белая пешка · a4 белый король · b2 чёрный король · c2 белый слон | g7 чёрная пешка · g5 белая пешка · a4 белый король · b2 чёрный король · c2 белый слон | g7 чёрная пешка · g5 белая пешка · a4 белый король · b2 чёрный король · c2 белый слон | g7 чёрная пешка · g5 белая пешка · a4 белый король · b2 чёрный король · c2 белый слон | g7 чёрная пешка · g5 белая пешка · a4 белый король · b2 чёрный король · c2 белый слон | 8 |
| 7 | g7 чёрная пешка · g5 белая пешка · a4 белый король · b2 чёрный король · c2 белый слон | g7 чёрная пешка · g5 белая пешка · a4 белый король · b2 чёрный король · c2 белый слон | g7 чёрная пешка · g5 белая пешка · a4 белый король · b2 чёрный король · c2 белый слон | g7 чёрная пешка · g5 белая пешка · a4 белый король · b2 чёрный король · c2 белый слон | g7 чёрная пешка · g5 белая пешка · a4 белый король · b2 чёрный король · c2 белый слон | g7 чёрная пешка · g5 белая пешка · a4 белый король · b2 чёрный король · c2 белый слон | g7 чёрная пешка · g5 белая пешка · a4 белый король · b2 чёрный король · c2 белый слон | g7 чёрная пешка · g5 белая пешка · a4 белый король · b2 чёрный король · c2 белый слон | 7 |
| 6 | g7 чёрная пешка · g5 белая пешка · a4 белый король · b2 чёрный король · c2 белый слон | g7 чёрная пешка · g5 белая пешка · a4 белый король · b2 чёрный король · c2 белый слон | g7 чёрная пешка · g5 белая пешка · a4 белый король · b2 чёрный король · c2 белый слон | g7 чёрная пешка · g5 белая пешка · a4 белый король · b2 чёрный король · c2 белый слон | g7 чёрная пешка · g5 белая пешка · a4 белый король · b2 чёрный король · c2 белый слон | g7 чёрная пешка · g5 белая пешка · a4 белый король · b2 чёрный король · c2 белый слон | g7 чёрная пешка · g5 белая пешка · a4 белый король · b2 чёрный король · c2 белый слон | g7 чёрная пешка · g5 белая пешка · a4 белый король · b2 чёрный король · c2 белый слон | 6 |
| 5 | g7 чёрная пешка · g5 белая пешка · a4 белый король · b2 чёрный король · c2 белый слон | g7 чёрная пешка · g5 белая пешка · a4 белый король · b2 чёрный король · c2 белый слон | g7 чёрная пешка · g5 белая пешка · a4 белый король · b2 чёрный король · c2 белый слон | g7 чёрная пешка · g5 белая пешка · a4 белый король · b2 чёрный король · c2 белый слон | g7 чёрная пешка · g5 белая пешка · a4 белый король · b2 чёрный король · c2 белый слон | g7 чёрная пешка · g5 белая пешка · a4 белый король · b2 чёрный король · c2 белый слон | g7 чёрная пешка · g5 белая пешка · a4 белый король · b2 чёрный король · c2 белый слон | g7 чёрная пешка · g5 белая пешка · a4 белый король · b2 чёрный король · c2 белый слон | 5 |
| 4 | g7 чёрная пешка · g5 белая пешка · a4 белый король · b2 чёрный король · c2 белый слон | g7 чёрная пешка · g5 белая пешка · a4 белый король · b2 чёрный король · c2 белый слон | g7 чёрная пешка · g5 белая пешка · a4 белый король · b2 чёрный король · c2 белый слон | g7 чёрная пешка · g5 белая пешка · a4 белый король · b2 чёрный король · c2 белый слон | g7 чёрная пешка · g5 белая пешка · a4 белый король · b2 чёрный король · c2 белый слон | g7 чёрная пешка · g5 белая пешка · a4 белый король · b2 чёрный король · c2 белый слон | g7 чёрная пешка · g5 белая пешка · a4 белый король · b2 чёрный король · c2 белый слон | g7 чёрная пешка · g5 белая пешка · a4 белый король · b2 чёрный король · c2 белый слон | 4 |
| 3 | g7 чёрная пешка · g5 белая пешка · a4 белый король · b2 чёрный король · c2 белый слон | g7 чёрная пешка · g5 белая пешка · a4 белый король · b2 чёрный король · c2 белый слон | g7 чёрная пешка · g5 белая пешка · a4 белый король · b2 чёрный король · c2 белый слон | g7 чёрная пешка · g5 белая пешка · a4 белый король · b2 чёрный король · c2 белый слон | g7 чёрная пешка · g5 белая пешка · a4 белый король · b2 чёрный король · c2 белый слон | g7 чёрная пешка · g5 белая пешка · a4 белый король · b2 чёрный король · c2 белый слон | g7 чёрная пешка · g5 белая пешка · a4 белый король · b2 чёрный король · c2 белый слон | g7 чёрная пешка · g5 белая пешка · a4 белый король · b2 чёрный король · c2 белый слон | 3 |
| 2 | g7 чёрная пешка · g5 белая пешка · a4 белый король · b2 чёрный король · c2 белый слон | g7 чёрная пешка · g5 белая пешка · a4 белый король · b2 чёрный король · c2 белый слон | g7 чёрная пешка · g5 белая пешка · a4 белый король · b2 чёрный король · c2 белый слон | g7 чёрная пешка · g5 белая пешка · a4 белый король · b2 чёрный король · c2 белый слон | g7 чёрная пешка · g5 белая пешка · a4 белый король · b2 чёрный король · c2 белый слон | g7 чёрная пешка · g5 белая пешка · a4 белый король · b2 чёрный король · c2 белый слон | g7 чёрная пешка · g5 белая пешка · a4 белый король · b2 чёрный король · c2 белый слон | g7 чёрная пешка · g5 белая пешка · a4 белый король · b2 чёрный король · c2 белый слон | 2 |
| 1 | g7 чёрная пешка · g5 белая пешка · a4 белый король · b2 чёрный король · c2 белый слон | g7 чёрная пешка · g5 белая пешка · a4 белый король · b2 чёрный король · c2 белый слон | g7 чёрная пешка · g5 белая пешка · a4 белый король · b2 чёрный король · c2 белый слон | g7 чёрная пешка · g5 белая пешка · a4 белый король · b2 чёрный король · c2 белый слон | g7 чёрная пешка · g5 белая пешка · a4 белый король · b2 чёрный король · c2 белый слон | g7 чёрная пешка · g5 белая пешка · a4 белый король · b2 чёрный король · c2 белый слон | g7 чёрная пешка · g5 белая пешка · a4 белый король · b2 чёрный король · c2 белый слон | g7 чёрная пешка · g5 белая пешка · a4 белый король · b2 чёрный король · c2 белый слон | 1 |
|   | a                                                                                     | b                                                                                     | c                                                                                     | d                                                                                     | e                                                                                     | f                                                                                     | g                                                                                     | h                                                                                     |   |

Решение

1.Сb1!!

Не даёт выигрыша прямолинейное 1.Сb3? Крc3 2.g6 Крd4, после чего чёрный король уходит на f8, откуда выдворить его невозможно. Ничья получается и после 1.Крb4? Кр:c2 2.Крc4 Крd2 3.Крd4 Крe2 4.Крe4 Крf2 5.Крf4 Крg2 6. Крg4 g6. Теперь же, после 1.Сb1, белые получают возможность оттеснить чёрного короля на 1-ю горизонталь, что и решает дело.

1…Кр:b1

Если 1…Крc3, то 2.Крb5 Крd4 3.Крc6 Крe5 4.Крd7 g6 5.Kpe7 с выигрышем.

2.Крb3 Крc1 3.Крc3 Крd1 4.Крd3 Крe1 5.Крe3 Крf1 6.Крf3 Крg1 7.Крg3 g6 8.Крf4 с выигрышем.

## Труды
- Het schaakprobleem, ideeën en scholen, 1921.
- The chess problem, Stroud, 1926 (переиздание предыдущей книги в дополненном виде).